# Joanna Senyszyn
Joanna Senyszyn (Gdynia, 1 de fevereiro de 1949) é uma política da Polónia. Foi eleita para a Sejm em 25 de setembro de 2005 com 11925 votos no distrito de Gdynia, candidato pelas listas do partido Sojusz Lewicy Demokratycznej.
Ela também foi membro da Sejm 2001-2005, Sejm 2005-2007, Sejm 2007-2011, Sejm 2019-2023.